# Maria Elisa Berredo
Maria Elisa Berredo é uma roteirista brasileira e co-autora de telenovelas nascida em 1957.

## Trabalhos na TV
| Ano       | Trabalho             | Emissora   | Escalação        | Parceiros Titulares |
| --------- | -------------------- | ---------- | ---------------- | ------------------- |
| 2016      | Êta Mundo Bom!       | Rede Globo | Co-autora        | Walcyr Carrasco     |
| 2015      | Verdades Secretas    | Rede Globo | Co-autora        | Walcyr Carrasco     |
| 2014      | Boogie Oogie         | Rede Globo | Colaboradora     | Rui Vilhena         |
| 2011      | Fina Estampa         | Rede Globo | Colaboradora     | Aguinaldo Silva     |
| 2011      | Lara com Z           | Rede Globo | Co-Autoria       | Aguinaldo Silva     |
| 2010      | Tempos Modernos      | Rede Globo | Colaboradora     | Bosco Brasil        |
| 2009      | Cinquentinha         | Rede Globo | Co-Autoria       | Aguinaldo Silva     |
| 2008 2007 | Duas Caras           | Rede Globo | Colaboradora     | Aguinaldo Silva     |
| 2005 2004 | Senhora do Destino   | Rede Globo | Colaboradora     | Aguinaldo Silva     |
| 2003      | Agora É que São Elas | Rede Globo | Colaboradora     | Ricardo Linhares    |
| 2001      | Porto dos Milagres   | Rede Globo | Colaboradora     | Aguinaldo Silva     |
| 2000 1999 | Malhação             | Rede Globo | autora principal | Emanuel Jacobina    |
| 1998      | Meu Bem Querer       | Rede Globo | Colaboradora     | Ricardo Linhares    |
| 1997      | A Indomada           | Rede Globo | Colaboradora     | Aguinaldo Silva     |